# Norbert Konter
Pour les articles homonymes, voir Konter.
Norbert Konter, né le 14 décembre 1927 à Grevenmacher (Luxembourg) et mort le 26 septembre 2018 à Luxembourg-Ville (Luxembourg), est un joueur de football et homme politique luxembourgeois.

## Biographie
Employé de la caisse maladie de 1950 à 1960, Norbert Konter était responsable du district Est. Il a ensuite été receveur communal de la commune de Grevenmacher jusqu'à sa retraite à la fin de l'année 1987. L'homme avait anticipé son après-carrière en devenant le douzième président de la Fédération luxembourgeoise de football deux ans plus tôt. Il succédait à Remy Wagner et allait passer le témoin douze ans plus tard à Henri Roemer. Une fonction qui cadrait bien avec le ballon rond qui fut l'un des fils rouges de sa vie. Norbert Konter avait juré fidélité au CS Grevenmacher dès ses 14 ans. Il porta le maillot du club mosellan plus d'un millier de fois et exerça tout naturellement la fonction de président du club de 1968 à 1986. 
Norbert Konter a aussi consacré une bonne partie de sa vie à la politique. De 1988 à 1999, il fut député et bourgmestre sous l'étiquette du CSV. De 1994 à 1998, il fut également président du Syndicat intercommunal à vocation multiple des villes et communes luxembourgeoises (Syvicol).
En 1997, il se voit décerner le prix d'honneur de l'Association luxembourgeoise de la presse sportive et, en 2004, il reçoit le Trophée du Fair-Play de la part du COSL.